# San Cipirello
San Cipirello ist eine Stadt der Metropolitanstadt Palermo in der Region Sizilien in Italien mit 4886 Einwohnern (Stand 31. Dezember 2023).

## Lage und Daten
San Cipirello liegt 33 km südwestlich von Palermo. Die Einwohner arbeiten hauptsächlich in der Landwirtschaft. In zwei Kellereien wird Wein produziert (Hauptrebsorten: Syrah, Nero d’Avola, Catarratto, Inzolia). Die Gemeinde gehört folgenden Verbänden und Organisationen an: Regione Agraria n. 5 - Colline interne - Colline di Monreale; Associazione Nazionale Città del Vino; Patto Territoriale Alto Belice Corleonese. Die Verbindung nach Palermo und Sciacca wird durch die SS 624 gewährleistet.
Seit 2006 ist der rumänische Ort Murfatlar Partnergemeinde.
Die Nachbargemeinden sind Monreale und San Giuseppe Jato.

## Geschichte
Der Ort wurde angelegt, nachdem ein Erdrutsch am 11. März 1838 weite Teile von San Giuseppe li Mortilli, dem heutigen San Giuseppe Iato, zerstört hatte. 1864 erklärte sich die Siedlung zur selbständigen Gemeinde.

## Sehenswürdigkeiten
- Städtisches Museum mit Funden vom Monte Iato, derzeit noch provisorisch untergebracht. Ein Neubau ist bereits fertiggestellt. Die Area archeologica di Monte Iato liegt auf Gemeindegebiet.

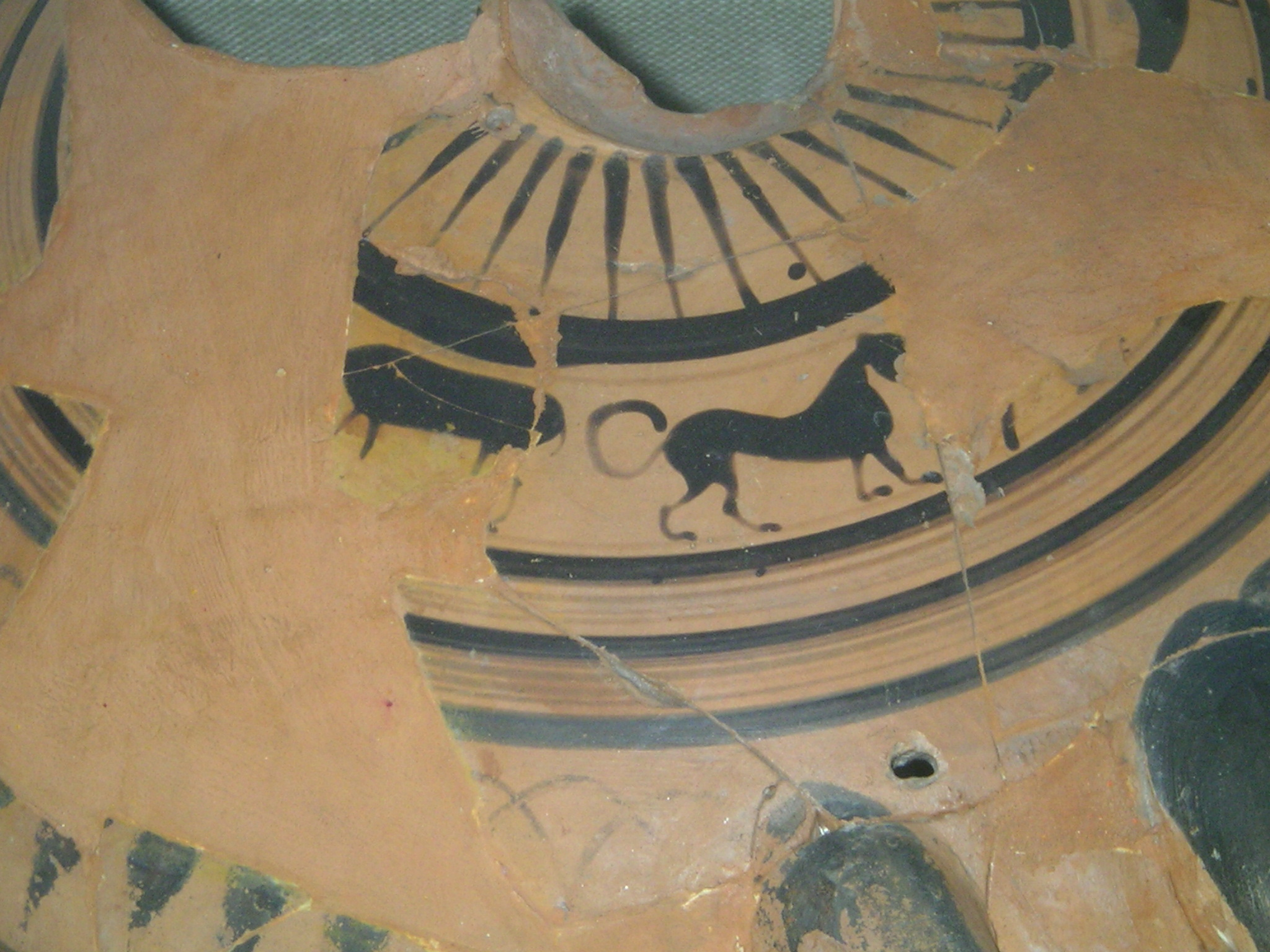
Keramikfund aus Ietas